# Malmö Volleybollklubb
Malmö Volleybollklubb är en volleybollförening i Malmö, Sverige bildad på 1990-talet efter en sammanslagning mellan KFUM Malmö Volley och Malmö volleybollsällskap. Fram till 2018 var namnet på den sammanslagna klubben KFUM Malmö Volley. 
Medan KFUM Malmö är en del av KFUK-KFUM-rörelsen (liksom volleybollsportens upphovsman William G. Morgan) och bildades 1890 så bildades Malmö volleybollsällskap (Malmö VS) som en separat klubb 1977. KFUM Malmö spelade på damsidan sex säsonger i  elitserien medan Malmö VS spelade fem säsonger i serien.. På herrsidan spelade Malmö VS sju säsonger i högsta serien.
Klubbens herrlag spelar (2022) i division 1 södra, medan damlagen spelar i division 2 södra (A-laget) och division 3 södra (B-laget). Man har även en omfattande ungdomsverksamhet. Damlagen spelar i Limhamns sporthall och herrlaget i Heleneholms sporthall.
Genom åren så har man tagit fram framgångsrika spelare som Jakob Wijk Tegenrot, Anton Wijk Tegenrot och Catarina Cooper.[källa behövs]